# Saint-Germain-de-Fresney
Saint-Germain-de-Fresney és un municipi francès situat al departament de l'Eure i a la regió de Normandia. L'any 2007 tenia 151 habitants.

## Demografia

### Població
El 2007 la població de fet de Saint-Germain-de-Fresney era de 151 persones. Hi havia 60 famílies de les quals 16 eren unipersonals (8 homes vivint sols i 8 dones vivint soles), 20 parelles sense fills i 24 parelles amb fills.
La població ha evolucionat segons el següent gràfic:
Habitants censats

### Habitatges
El 2007 hi havia 76 habitatges, 59 eren l'habitatge principal de la família, 9 eren segones residències i 8 estaven desocupats. Tots els 75 habitatges eren cases. Dels 59 habitatges principals, 51 estaven ocupats pels seus propietaris, 5 estaven llogats i ocupats pels llogaters i 3 estaven cedits a títol gratuït; 1 tenia una cambra, 4 en tenien dues, 6 en tenien tres, 19 en tenien quatre i 28 en tenien cinc o més. 51 habitatges disposaven pel capbaix d'una plaça de pàrquing. A 28 habitatges hi havia un automòbil i a 28 n'hi havia dos o més.

### Piràmide de població
La piràmide de població per edats i sexe el 2009 era:
| Homes | Edats   | Dones |
| ----- | ------- | ----- |
| 0     | 95 o +  | 0     |
| 0     | 90 a 94 | 0     |
| 0     | 85 a 89 | 0     |
| 0     | 80 a 84 | 0     |
| 4     | 75 a 79 | 0     |
| 0     | 70 a 74 | 8     |
| 4     | 65 a 69 | 8     |
| 4     | 60 a 64 | 0     |
| 4     | 55 a 59 | 0     |
| 0     | 50 a 54 | 4     |
| 8     | 45 a 49 | 8     |
| 4     | 40 a 44 | 0     |
| 4     | 35 a 39 | 4     |
| 16    | 30 a 34 | 12    |
| 0     | 25 a 29 | 16    |
| 0     | 20 a 24 | 0     |
| 0     | 15 a 19 | 0     |
| 0     | 10 a 14 | 0     |
| 8     | 5 a 9   | 4     |
| 4     | 0 a 4   | 16    |

## Economia
El 2007 la població en edat de treballar era de 94 persones, 78 eren actives i 16 eren inactives. De les 78 persones actives 75 estaven ocupades (43 homes i 32 dones) i 3 estaven aturades (1 home i 2 dones). De les 16 persones inactives 6 estaven jubilades, 6 estaven estudiant i 4 estaven classificades com a «altres inactius».

### Ingressos
El 2009 a Saint-Germain-de-Fresney hi havia 67 unitats fiscals que integraven 192,5 persones, la mediana anual d'ingressos fiscals per persona era de 21.438 €.

### Activitats econòmiques
Dels 4 establiments que hi havia el 2007, 3 eren d'empreses de transport i 1 d'una entitat de l'administració pública.
L'any 2000 a Saint-Germain-de-Fresney hi havia 6 explotacions agrícoles que ocupaven un total de 750 hectàrees.

## Equipaments sanitaris i escolars
El 2009 hi havia una escola elemental integrada dins d'un grup escolar amb les comunes properes formant una escola dispersa.

## Poblacions més properes
El següent diagrama mostra les poblacions més properes.